# Symperga balyi
Symperga balyi là một loài bọ cánh cứng trong họ Cerambycidae.